# Fujitsu
Fujitsu är ett japanskt IT-företag med cirka 124 000 medarbetare med kunder i ett 100-tal länder. 
Fujitsu var 2021 världens sjätte största leverantör av IT-tjänster och den största i Japan.   
I Sverige har Fujitsu Sweden AB drygt 600 medarbetare. Företaget bedriver verksamhet inom outsourcing av IT-infrastruktur, digitalisering, applikationsutveckling, cybersäkerhet, ERP-system, butikslösningar samt produkter (server, lagring och klienter). 
År 2002 förvärvade Fujitsu International Computers Limited (ICL) som hade verksamhet i Sverige. I ICL ingick det som tidigare i tur och ordning hade varit Nokia Data, Ericsson Information Systems samt Datasaab och Facit AB. Den svenska verksamheten är således arvtagare till en stor del av den svenska datorindustrin med rötter på 1960-talet. ICL döptes sedermera om till Fujitsu Services. 
Fujitsu Services förvärvade i slutet av 2007 det svenska IT-konsultföretaget Mandator med verksamhet i huvudsak i Norden. 
I april 2009, i samband med att Fujitsu-koncernen köpte ut Siemens från samriskföretaget Fujitsu Siemens Computers, integrerades all Fujitsus verksamhet i Sverige i Fujitsu Sweden AB.